# J J Calver Industrial Engineers

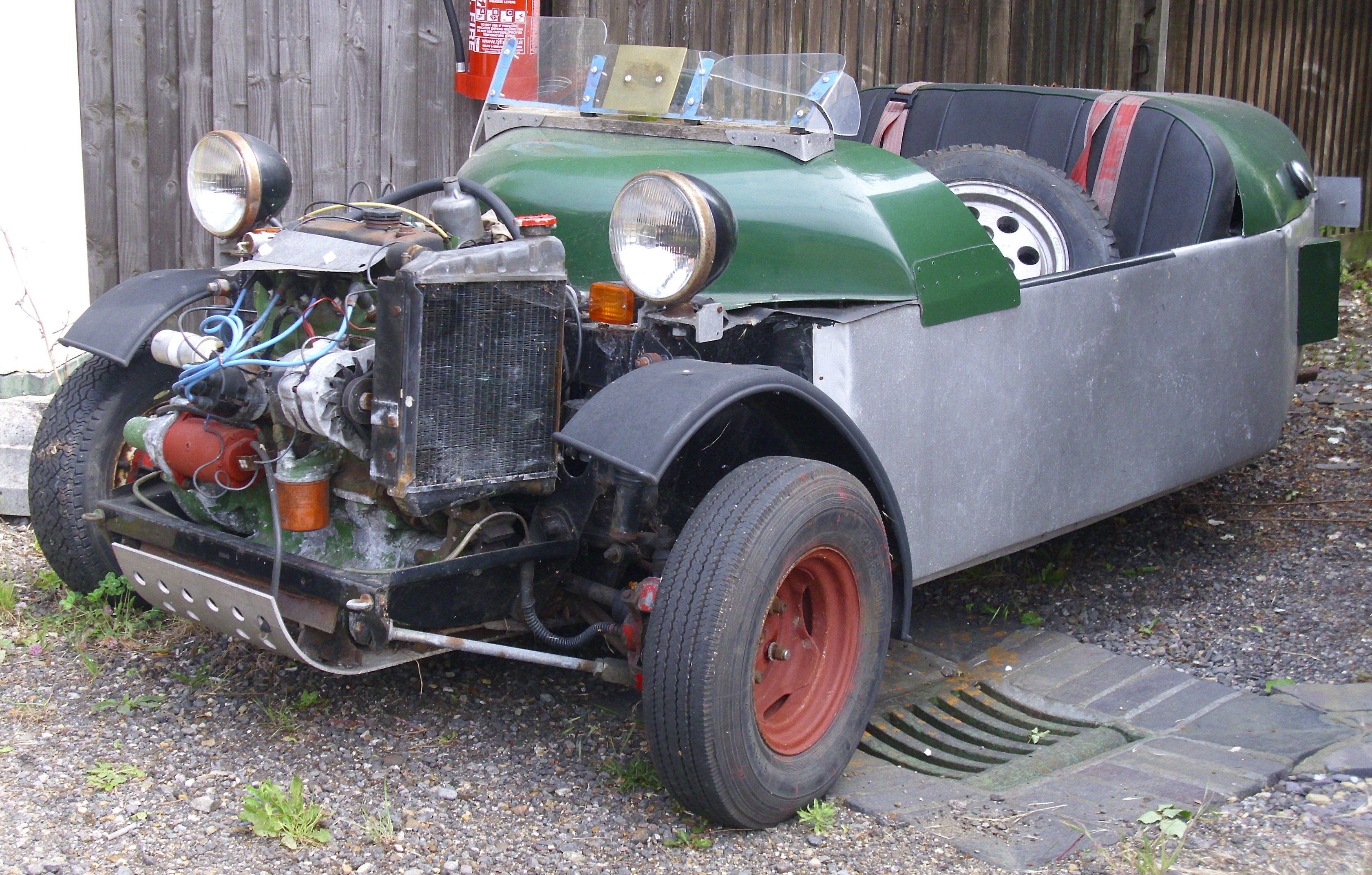
Skip 1000

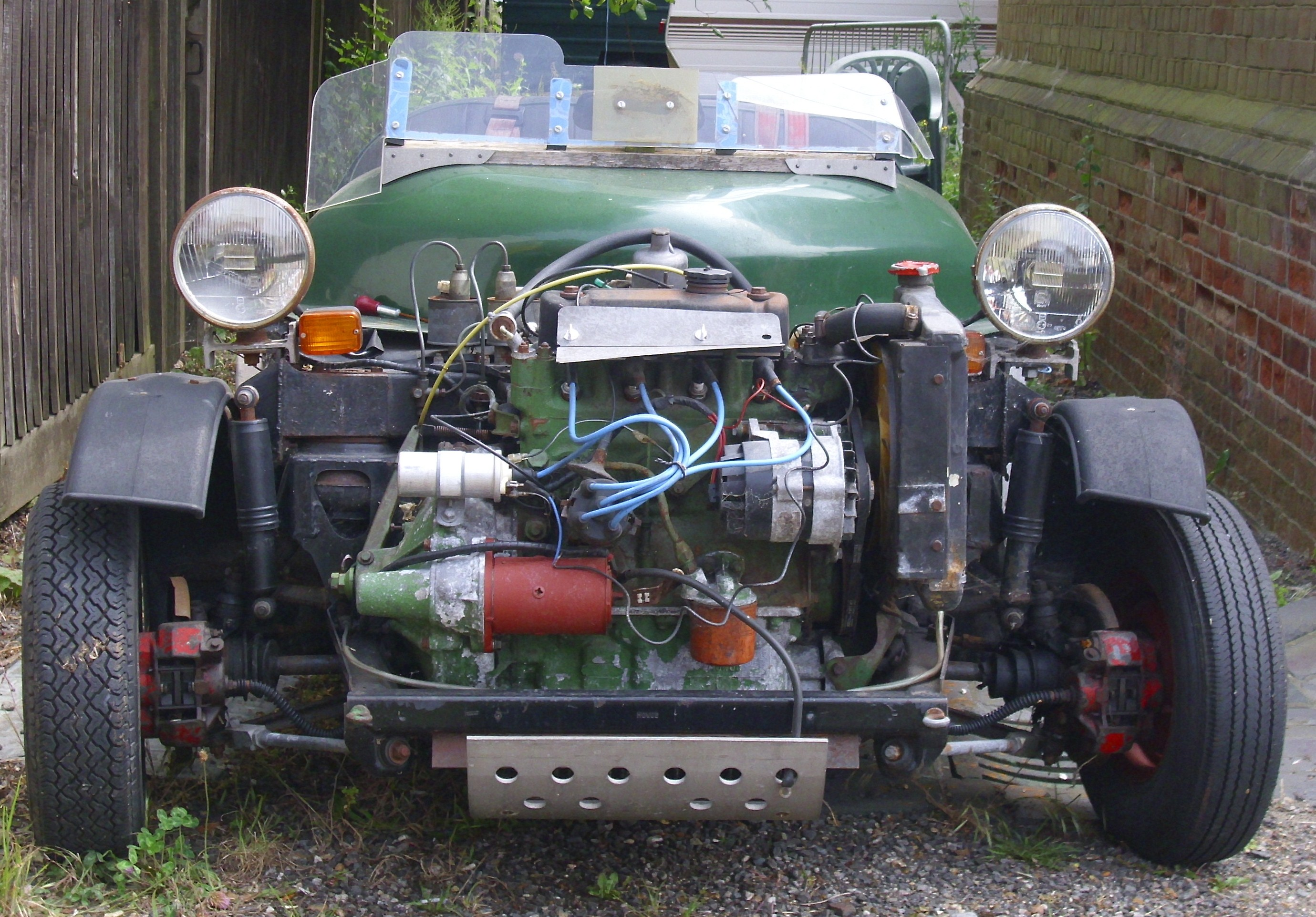
Frontansicht

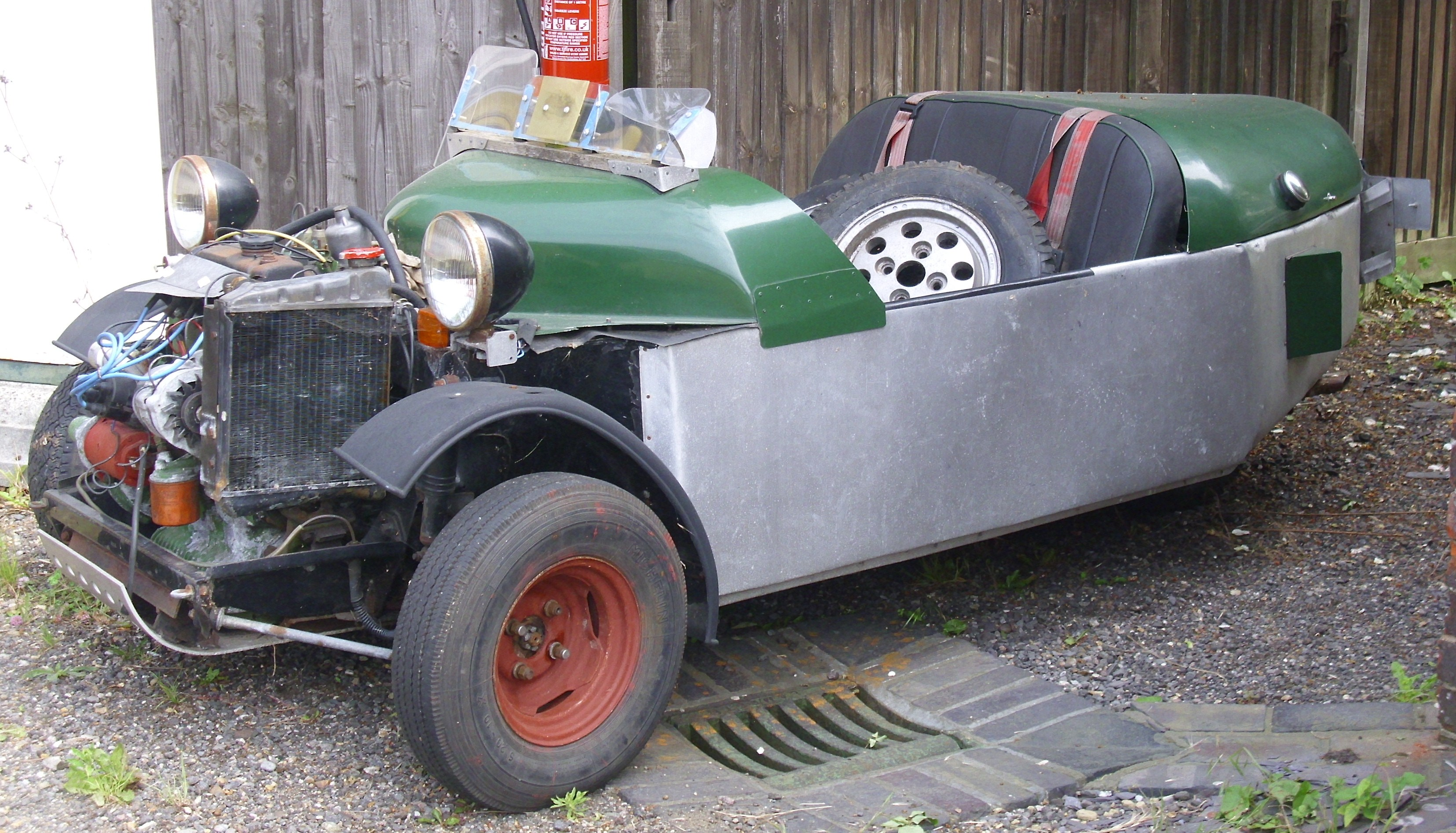
Seitenansicht

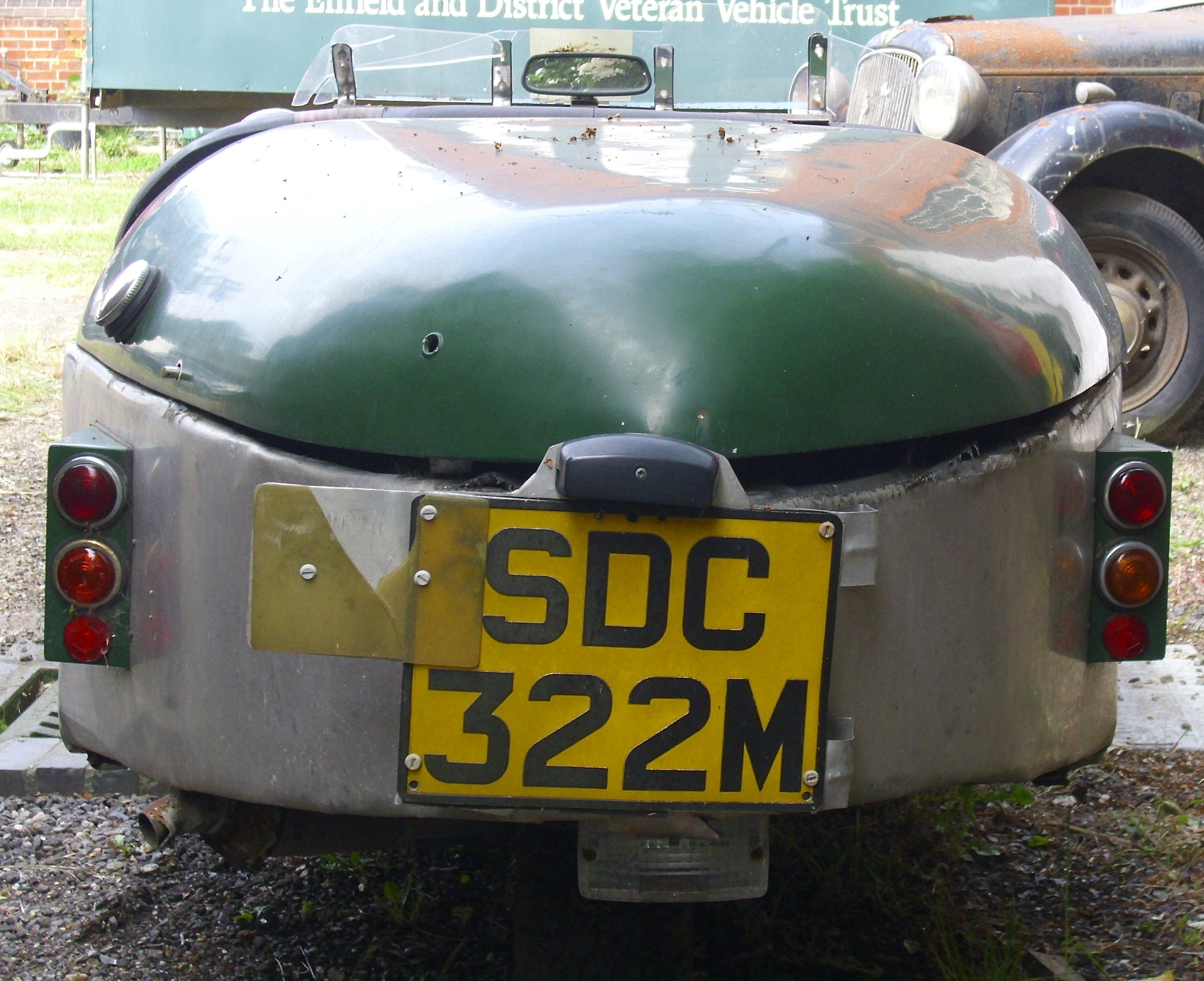
Heckansicht

J J Calver Industrial Engineers ist ein britisches Unternehmen und ehemaliger Automobilhersteller.

## Unternehmensgeschichte
Das Unternehmen wurde 1988 in Langley Moor in der Grafschaft Durham gegründet. Im gleichen Jahr begann unter Leitung von Jeff Calver die Produktion von Automobilen und Kits. Der Markenname lautete Skip, evtl. auch Leyland Skip. 1991 endete die Fahrzeugproduktion. Insgesamt entstanden etwa sechs Fahrzeuge.
Das Unternehmen ist heute noch im Bereich Pneumatik aktiv.

## Fahrzeugmodelle
Das einzige Modell war der 1000. Dies war ein Dreirad mit hinterem Einzelrad. Es war für den Einsatz bei Trials konzipiert, erhielt aber trotzdem eine Straßenzulassung. Die Basis bildete ein Spaceframe-Rahmen mit hinterem Hilfsrahmen. Darauf wurde eine offene Karosserie aus Fiberglas montiert. Viele Teile, so auch der Vierzylindermotor, kamen vom Mini.

## Einzelne Fahrzeuge
Der Autor Steve Hole zeigt in seinem Buch A–Z of Kit Cars ein Foto mit zwei Fahrzeugen: ein rotes Fahrzeug mit dem britischen Kennzeichen AHL 358 K sowie ein weiteres ohne erkennbare Farbe mit dem Kennzeichen RCA 314 P. Das Foto ist auch online einsehbar. Zum erstgenannten Fahrzeug sind beim Online-Kennzeichen-Service ukvehicle.com die Daten des Spenderfahrzeugs hinterlegt.
Das zweite Fahrzeug gilt dort als Leyland Skip. Ein Fahrzeug in Gelb und Schwarz, dessen erkennbaren Fragmente des Kennzeichens CA und P diesem Fahrzeug entsprechen, existiert noch im Besitz eines Sammlers.
Auf dem Gelände des Whitewebbs Museum of Transport im englischen London Borough of Enfield befand sich im Juni 2015 ein grünes Fahrzeug mit dem Kennzeichen SDC 322 M, das von ukvehicle.com ebenfalls unter den Daten des Spenderfahrzeugs gespeichert ist.
Die Internetseite Allcarindex bildet ein weiteres grünes Fahrzeug ab, das sich in Details vom zuvor genannten grünen Fahrzeug unterscheidet. Das weitgehend abgedeckte Kennzeichen beginnt mit F, P oder R.